# Ann Marie Rios

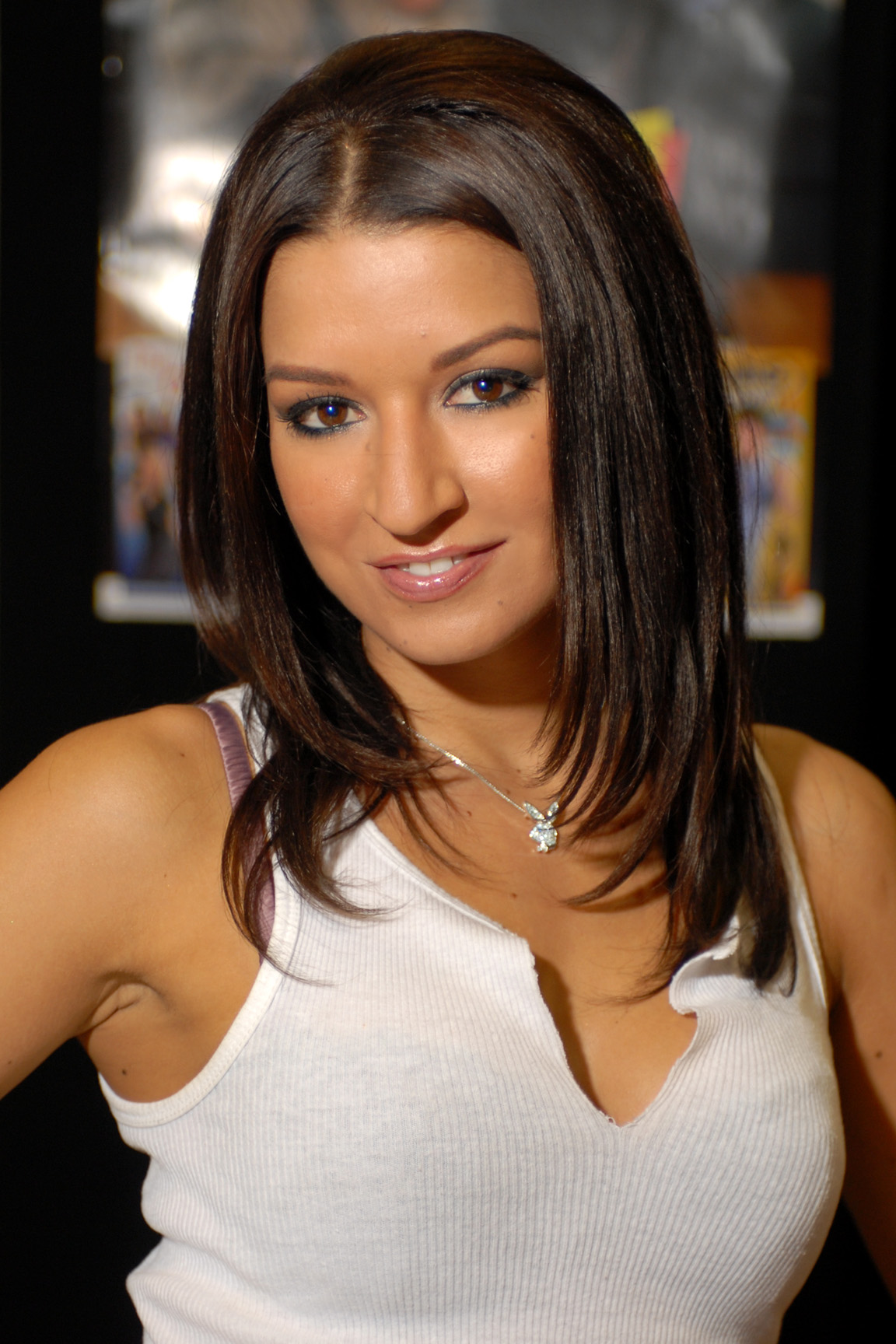
Ann Marie Rios 2009 auf der Adultcon Convention in Los Angeles

Ann Marie Rios (* 5. September 1981 als Sarah Marie Thomas in Santa Clarita, Kalifornien) ist eine US-amerikanische Schauspielerin und ehemalige Pornodarstellerin.

## Leben und Karriere

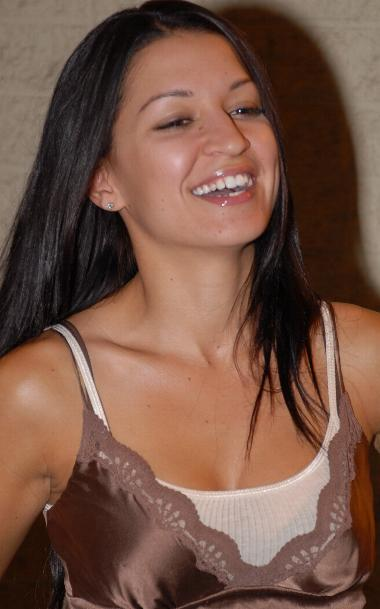
Ann Marie Rios, 2007

Ann Marie studierte an der Van Mar Academy of Acting in Hollywood. Mit 18 Jahren erhielt sie eine Lizenz als Immobilienmaklerin. Ein Jahr später, im April 2001, spielte sie in ihrem ersten Pornofilm mit. Im Laufe ihrer Karriere arbeitete sie unter anderem für Vivid Entertainment, Hustler, New Sensations und Adam&Eve. Lange Zeit hatte sie einen Exklusivvertrag mit Metro Studios/Metro Interactive.
2003 brachte der Sexspielzeug-Hersteller Phallix einen von Ann Marie entworfenen Dildo auf den Markt. Außerdem spielte sie im Musikvideo zu Ooh Wee von DJ Mark Ronson die Freundin von Sänger Nate Dogg.
Für ihren Auftritt in Looking In gemeinsam mit Savanna Samson, Taylor St. Clair, Dru Berrymore, Mickey G., Steven St. Croix und Dale DaBone gewann sie den AVN-Award für „Best Group Sex Scene – Film“. Insgesamt wurde sie in ihrer bisherigen Karriere 14-mal für den AVN-Award nominiert und einmal für den XRCO-Award als „Best Cumback“.
Ihr Debüt als Regisseurin hatte sie 2004 mit dem Film Babes Illustrated #14 – Going South. Es blieb jedoch ihr einziger Film als Regisseurin und sie konzentrierte sich stattdessen weiter auf die Arbeit vor der Kamera.
Zwischen 2004 und 2007 zog sie sich aus der Branche zurück und arbeitete nicht als Darstellerin. Im Jahr ihrer Rückkehr spielte sie im Film X2 von Andrew Blake mit.
Am 21. Juli 2009 wurde sie durch den CEO Eric John zur Präsidentin von Erotique Entertainment ernannt und in das Board of Directors aufgenommen.
Neben ihrer Tätigkeit als Pornodarstellerin und Schauspielerin arbeitete Ann Marie als Moderatorin im Rundfunk für KSEXradio und Playboy Radio sowie im Fernsehen für Spice Channel und Playboy TV.
2015 beendete sie ihre Karriere vor der Kamera endgültig. Bis dahin war sie in über 550 pornographischen Produktionen aufgetreten.

## Filmografie(Auswahl)
| - 2001: Up and Cummers 99 - 2001: Kung-Fu Girls 2 - 2002: Vixen - 2003: Looking In - 2004: Babes Illustrated 14 (als Regisseurin und Darstellerin) - 2007: X2 - 2008: Chicks & Salsa 5 - 2008: Shot Glasses - 2010: Girlfriends 2 - 2011: Escaladies | - 2003: Talk Dirty - 2006: Playboy: Girls of Playboy - 2009: The Sex Spirit - 2011: Animal Lust - 2011: Sexual Quest |